# 烏日霍羅德區

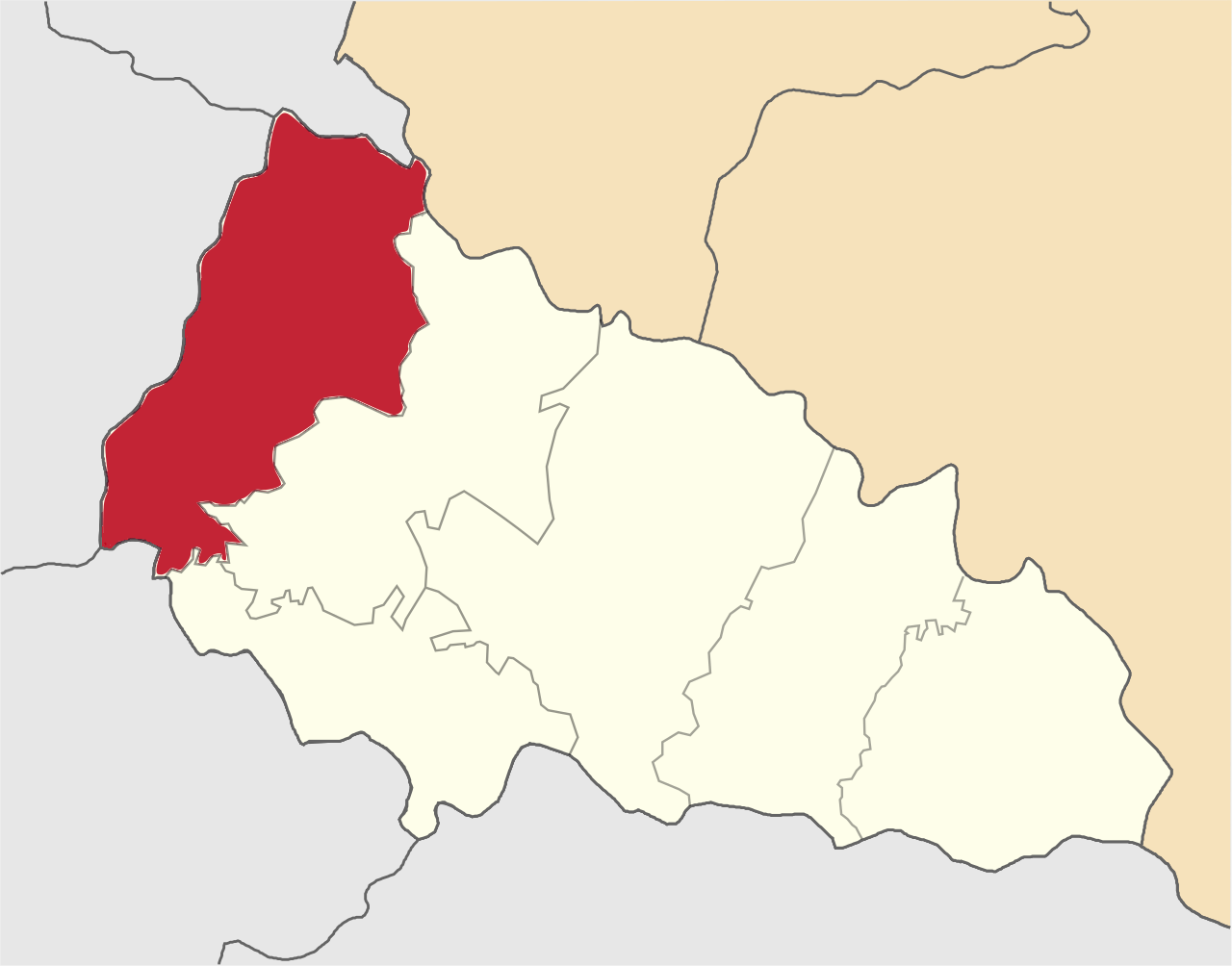
烏日霍羅德區在外喀爾巴阡州的位置

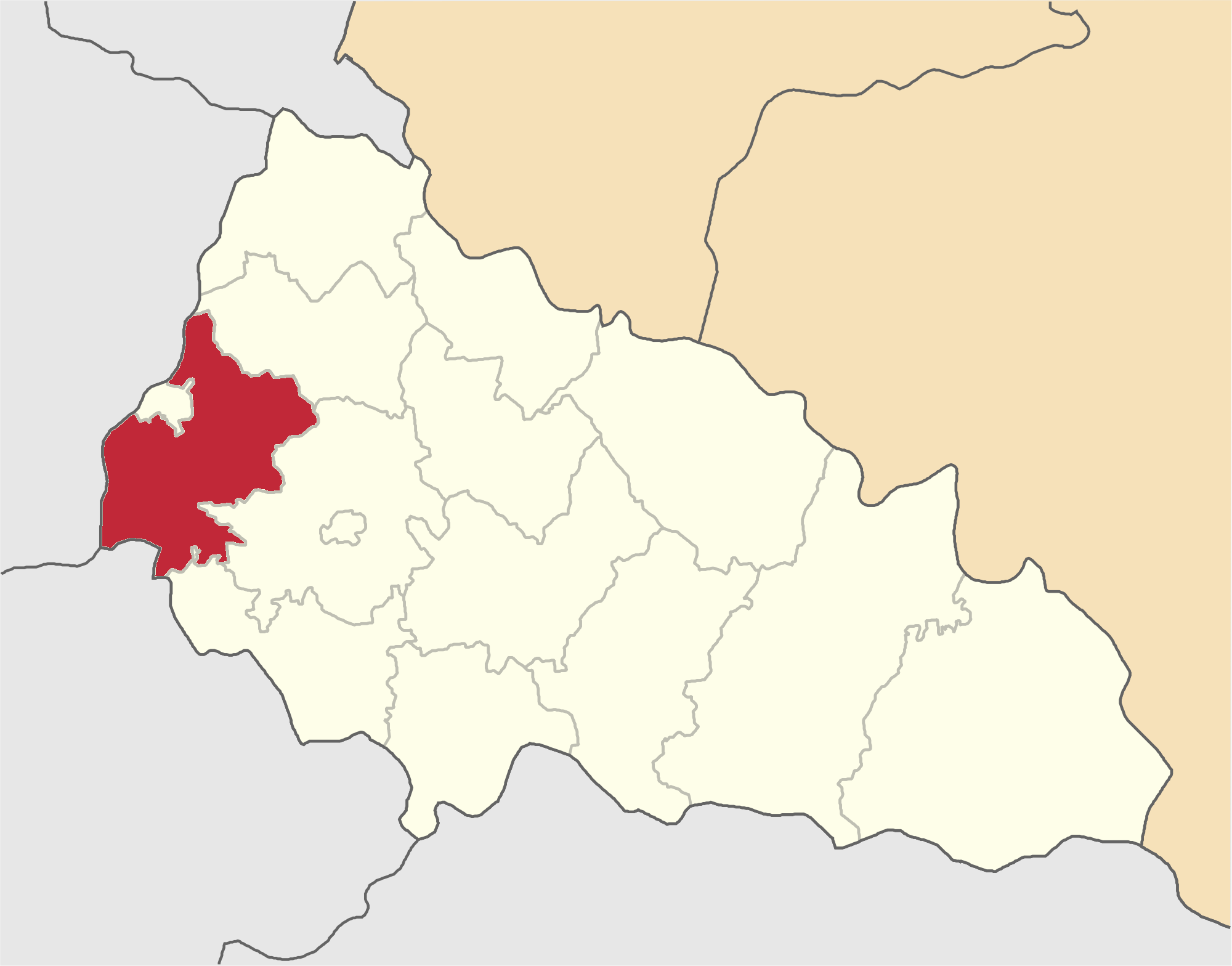
改革前烏日霍羅德區在外喀爾巴阡州的位置

烏日霍羅德區（烏克蘭語：Ужгородський район），是烏克蘭外喀爾巴阡州的一個区，行政中心設於乌日霍罗德，面積2,360平方公里，2021年人口数量为255,532人。
2020年7月18日乌克兰施行了行政区划改革，外喀爾巴阡州的区份数量减至6个，烏日霍羅德區的面积显著增加。改革前烏日霍羅德區的面积为870平方公里，2020年人口数量为71,640人。